# Joe Wallman
Joe Wallman   (Dorfbeuern, 28 d'agost de 1948) és un ex-pilot de trial austríac que destacà en competicions europees durant la dècada de 1970. És recordat per haver guanyat quatre Campionats d'Àustria, tots amb Bultaco.